# Ngô Khắc Tỉnh
Ngô Khắc Tỉnh (1 tháng 5 năm 1923 – 15 tháng 11 năm 2005), là chính khách và dược sĩ người Việt Nam, từng giữ chức Tổng trưởng Bộ Thông tin và Tổng trưởng Bộ Văn hóa, Giáo dục và Thanh niên Việt Nam Cộng hòa.

## Tiểu sử

### Thân thế và học vấn
Ngô Khắc Tỉnh sinh ngày 1 tháng 5 năm 1923 (có người nói là năm 1922) ở thị xã Phan Rang, tỉnh Ninh Thuận, Nam Kỳ, Liên bang Đông Dương.
Ông tốt nghiệp Khoa Dược tại Đại học Toulouse ở Pháp và nhận bằng cử nhân dược sĩ.

### Sự nghiệp chính trị
Dưới thời Đệ Nhất Cộng hòa, ông là Dân biểu Quốc hội Việt Nam Cộng hòa.
Dưới thời Đệ Nhị Cộng hòa, ông nhậm chức Tổng trưởng Bộ Thông tin Việt Nam Cộng hòa từ năm 1969 đến năm 1971.
Từ năm 1971 đến năm 1975, ông lên làm Tổng trưởng Bộ Văn hóa, Giáo dục và Thanh niên Việt Nam Cộng hòa. Trước khi chế độ Việt Nam Cộng hòa sụp đổ, Giáo sư Nguyễn Duy Xuân, viện trưởng Viện Đại học Cần Thơ, đã thay ông ra làm Tổng trưởng Bộ Văn hóa, Giáo dục và Thanh niên Việt Nam Cộng hòa cuối cùng. Nguyễn Duy Xuân chết trong trại cải tạo năm 1986.

### Sau năm 1975
Sau biến cố 30 tháng 4 năm 1975, ông bị chính quyền cộng sản bắt giam và đưa đi học tập cải tạo gần 13 năm từ ngày 5 tháng 5 năm 1975 đến ngày 29 tháng 9 năm 1987.
Đến lúc được trả tự do thì ít lâu sau ông sang Mỹ thông qua chương trình ODP theo diện đoàn tụ với gia đình.
Ông qua đời ngày 15 tháng 11 năm 2005 tại San Jose, California, Hoa Kỳ, hưởng thọ 82 tuổi.

## Đời tư
Ngô Khắc Tỉnh đã lập gia đình và có ít nhất sáu người con. Vợ con ông rời khỏi Việt Nam vào ngày 28 tháng 4 năm 1975 và định cư tại Mỹ.
Ông có người anh trai là luật sư Ngô Khắc Tịnh từng giữ chức Bộ trưởng Bộ Tư pháp Việt Nam Cộng hòa. Còn thêm hai cô em gái tên là Ngô Thị Bích Đỏ và Ngô Thị Bích Hồng.

## Vinh danh
- Huân chương Cảnh Tinh Đại Thụ Trung Hoa Dân Quốc[10]